# Sardinia (Ohio)
Sardinia é uma vila localizada no estado norte-americano de Ohio, no Condado de Brown e Condado de Highland.

## Demografia
Segundo o censo norte-americano de 2000, a sua população era de 862 habitantes.
Em 2006, foi estimada uma população de 869, um aumento de 7 (0.8%).

## Geografia
De acordo com o United States Census Bureau tem uma área de
1,7 km², dos quais 1,7 km² cobertos por terra e 0,0 km² cobertos por água. Sardinia localiza-se a aproximadamente 314 m acima do nível do mar.

## Localidades na vizinhança
O diagrama seguinte representa as localidades num raio de 20 km ao redor de Sardinia.